# Die Sorge der Aldeaner
Die Sorge der Aldeaner (Originaltitel: When the Bough Breaks) ist die 17. Episode der ersten Staffel der US-amerikanischen Science-Fiction-Fernsehserie Raumschiff Enterprise – Das nächste Jahrhundert. Sie wurde in den Vereinigten Staaten über Syndication vermarktet und erstmals am 15. Februar 1988 auf verschiedenen Fernsehsendern ausgestrahlt. In Deutschland war sie zum ersten Mal am 19. Januar 1991 in einer synchronisierten Fassung im ZDF zu sehen.

## Handlung
Im Jahr 2364 bei Sternzeit 41509.1 fliegt die Enterprise ins Epsilon-Mynos-Sternensystem, da dort seltsame Energiesignaturen gemessen werden. Der erste Offizier William Riker findet das höchst interessant, denn hier soll sich der legendäre Planet Aldea befinden, den Riker mit Atlantis vergleicht. Seine Einwohner sollen technisch hoch entwickelt sein und die Fähigkeit besitzen, ihre gesamte Welt vor Außenstehenden zu verbergen. Counselor Troi spürt die Nähe von intelligenten Lebewesen und tatsächlich enttarnt sich nun vor der Enterprise ein Planet.
Die Aldeaner stellen sich vor und zwei Repräsentanten, Radue und Rashella, beamen auf die Brücke der Enterprise. Sie möchten Gespräche mit der Besatzung aufnehmen, entscheiden sich aber schnell dafür, diese auf dem Planeten abzuhalten, da sie empfindlich auf die Beleuchtung der Enterprise reagieren. Radue und Rashella kehren zurück und nehmen unvermittelt Riker, Troi und Schiffsärztin Beverly Crusher mit sich. Es dauert nicht lang und die Aldeaner offenbaren ihre Absichten: Sie wollen die Föderation an ihrer hochentwickelten Technologie teilhaben lassen. Im Gegenzug fordern sie, dass ihnen einige Kinder überlassen werden, die ihre Zivilisation fortführen sollen, denn die Aldeaner seien durch eine genetische Erkrankung unfruchtbar geworden. Riker und seine Kolleginnen machen deutlich, dass ein solcher Handel völlig ausgeschlossen ist.
Enttäuscht schicken die Aldeaner Riker, Troi und Crusher zurück auf die Enterprise. Gleichzeitig wird ein Sensorstrahl auf das Schiff gerichtet. Dr. Crushers Sohn, der junge Fähnrich Wesley Crusher, wird besonders intensiv gescannt und kurz darauf zusammen mit sechs Kindern auf den Planeten gebeamt. Captain Picard kontaktiert die Aldeaner umgehend. Radue bedauert zwar, dass er auf das Mittel der Entführung zurückgreifen musste, macht aber klar, dass er die Kinder nicht zurückgeben wird. Stattdessen will er über eine „angemessene Entschädigung“ verhandeln. Picard geht nicht darauf ein und versichert den Eltern der Entführten, dass er alles tun wird, um die Kinder zurückzuholen.
Auf Aldea werden die Kinder derweil ihren Pflegeeltern zugewiesen. Der Junge Harry soll von einem Paar zu einem Bildhauer ausgebildet werden, das Mädchen Katie wird in die Obhut des größten Musikers von Aldea gegeben. Alexandra, die jüngste der Entführten, wird jedoch nicht an die vorgesehenen Pflegeeltern übergeben, da Rashella sich nicht von ihr trennen möchte. Wesley fällt die Aufgabe zu, den anderen dabei zu helfen, sich möglichst rasch in ihr neues Leben einzufinden. Eine ältere Frau namens Duana macht ihn hierzu mit dem Kustos vertraut, einem hochentwickelten Computer, der den Aldeanern sämtliche lästigen Aufgaben abnimmt.
Auf der Enterprise wird festgestellt, dass der Schutzschild von Aldea immer wieder kleine Löcher aufweist. Dadurch könnte sich die Möglichkeit ergeben, heimlich ein Außenteam auf den Planeten zu beamen, die Energiequelle des Schilds auszuschalten und anschließend die Kinder hochzubeamen. Damit die nötigen Vorbereitungen getroffen werden können, versucht Picard Zeit zu gewinnen, indem er zum Schein auf Radues Verhandlungsangebot eingeht. Die Aldeaner holen ihn und Dr. Crusher auf den Planeten. Dr. Crusher wird gestattet, ihren Sohn zu sehen. Die beiden nutzen diese Gelegenheit, um heimlich einen medizinischen Scan bei Duana durchzuführen. Die Gespräche enden schließlich ergebnislos. Als Picard und Dr. Crusher wieder auf dem Schiff sind, entschließt sich Radue, ihnen zu demonstrieren, über welche Macht die Aldeaner verfügen, und schleudert die Enterprise mehrere Lichtjahre von Aldea fort.
Auf Aldea zeigen sich die Kinder nicht sehr glücklich mit ihrer Situation. Auf Wesleys Vorschlag beschließen sie, passiven Widerstand zu leisten, indem sie in einen Hungerstreik treten und nicht mehr mit den Aldeanern reden. Dr. Crusher findet durch die Auswertung von Duanas Scan unterdessen heraus, dass die Unfruchtbarkeit der Aldeaner keineswegs genetisch bedingt ist, sondern auf eine schwere Strahlenvergiftung zurückgeht, die auch andere Symptome wie Lichtempfindlichkeit verursacht. Die Ursache hierfür scheint der Schutzschild des Planeten zu sein, der die Ozonschicht in der Atmosphäre völlig zerstört hat.
Als die Enterprise den Orbit um Aldea wieder erreicht hat, treffen sich Picard und Dr. Crusher erneut mit Radue. Inzwischen wurde ein Weg gefunden, durch den Schutzschild zu beamen, und Riker und der zweite Offizier Data begeben sich heimlich zum Kustos, den sie als die Energiequelle des Schilds ausgemacht haben. Dr. Crusher konfrontiert Radue mit ihren Erkenntnissen und erklärt, dass die Kinder ebenfalls erkranken würden. Radue glaubt ihr nicht, kann aber nicht verhindern, dass Picard die Kinder jetzt auf die Enterprise beamen lässt, denn Riker und Data haben inzwischen den Kustos deaktiviert. Sie führen Radue zur eigentlichen Energiequelle des Kustos, die hinter einer Wand versteckt war und den Aldeanern offenbar seit Jahrhunderten nicht mehr bekannt war. Jetzt wird Radue klar, dass sein Volk viel zu abhängig von seiner fortschrittlichen Technologie geworden ist und sie gar nicht mehr hinterfragt hat, was fast zur Vernichtung geführt hätte. Er sieht ein, dass die Aldeaner wieder anfangen müssen, aktiv zu lernen, statt sich nur auf den Kustos zu verlassen. Dr. Crusher erklärt, dass die Auswirkungen der Strahlenerkrankung reversibel sind, und die Besatzung der Enterprise leitet Maßnahmen zur Wiederherstellung der Ozonschicht ein. Damit die Bevölkerung aber dauerhaft gesund leben kann, darf der Tarn- und Schutzschild von Aldea nie wieder benutzt werden.

## Produktion

### Drehbuch
Der Originaltitel der Folge geht zurück auf die erste Strophe des englischen Wiegenlieds Rock-a-bye Baby:

“Hush-a-by baby on the tree top,
When the wind blows the cradle will rock;
When the bough breaks the cradle will fall,
Down tumbles baby, cradle and all.”

„Hush-a-by Baby auf dem Baumwipfel,
Wenn der Wind weht, wird die Wiege schaukeln;
Wenn der Ast bricht, wird die Wiege fallen,
Herunter stürzen Baby, Wiege und alles andere.“

Die Autorin und Produzentin D. C. Fontana hatte ursprünglich eine Drehbuchvorlage für Die Sorge der Aldeaner geschrieben, in der die komplette Untertassensektion der Enterprise D als Geisel genommen werden sollte. Stattdessen wurde es jedoch Hannah Louise Shearers erste Drehbucharbeit für eine Star-Trek-Serie. Shearer wollte mit ihrer Geschichte die Prämisse, dass die Enterprise D im Gegensatz zu ihren Vorgängerschiffen Familien beherbergt, besser ausnutzen. Sie schlug ihre Variante hierauf Fontana vor, die davon begeistert war und Shearer ins Autorenteam der Serie einlud, wo sie die Vorlage bearbeitete. Roddenberrys Konzept, ganze Familien auf der Enterprise D zu beherbergen, zeigte sich hier insofern auch als Schwäche, da der Fokus auf Familien in der Serie zwangsläufig bedeutete, dass die Hauptcharaktere in den Hintergrund traten.
Picards Abneigung gegenüber Kindern wurde in dieser Folge erneut spürbar. Sie war bereits im Pilotfilm angerissen worden, als er sich äußerte, er fühle sich unwohl mit Kindern an Bord. Dieser Aspekt sollte später bis ins Komische gesteigert werden, beispielsweise am „Captain-Picard-Tag“ in Das Pegasus-Projekt, wo Picard widerwillig Kinderzeichnungen zu bewerten hat, oder in der Folge Katastrophe auf der Enterprise, in der er mit drei Kindern auf engstem Raum im Turbolift stecken bleibt und sich stark überwinden muss, überhaupt mit ihnen zu interagieren.

### Regie
Die Sorge der Aldeaner war für Kim Manners die einzige Regiearbeit im Star-Trek-Franchise.
Dies ist die erste Folge der Serie, die nicht mit einer Außenaufnahme der Enterprise beginnt.

### Darsteller
Jerry Hardin, Darsteller von Radue, spielte auch Samuel Clemens in der Doppelfolge 5.26–6.01 (Gefahr aus dem 19. Jahrhundert) von Raumschiff Enterprise – Das nächste Jahrhundert aus dem Jahr 1992 und Neria in Folge 1.09 (Das Unvorstellbare) von Star Trek: Raumschiff Voyager aus dem Jahr 1995.
Paul Lambert, Darsteller von Melian, spielte auch Dr. Howard Clark in Folge 4.13 (Der Pakt mit dem Teufel) von Raumschiff Enterprise – Das nächste Jahrhundert aus dem Jahr 1991.
Wil Wheatons Geschwister Amy und Jeremy Wheaton übernahmen Statistenrollen in dieser Folge. Auch McKenzie Westmore, die Tochter von Michael Westmore, dem Makeup-Designer und -Supervisor der Serie, übernahm eine Statistenrolle. Sie war später noch als Statistin im Spielfilm Star Trek: Der Aufstand von 1998 und in Folge 1.02 (Karten und Legenden) von Star Trek: Picard aus dem Jahr 2020 sowie in einer Nebenrolle in Folge 5.25 (Geheimnisvolle Intelligenz) von Star Trek: Raumschiff Voyager aus dem Jahr 1999 zu sehen.

### Kulissen und Requisiten
Das Kuppelfenster im Versammlungssaal auf Aldea wurde später im Spielfilm Star Trek V: Am Rande des Universums wiederverwendet.
Für die Energiequelle des Kustos, die in der Folge viele Meter groß wirkt, wurde ein lediglich 3 Fuß großes Modell verwendet.

## Rezeption
Keith DeCandido bewertete Die Sorge der Aldeaner 2011 auf tor.com als eine durchschnittliche und größtenteils harmlose Folge. Er lobte die längst überfällige Idee, die Familien auf der Enterprise ins Zentrum der Handlung zu stellen, sowie das gute Schauspiel, insbesondere von Patrick Stewart. Er bemängelte aber, dass die Folge zu viele Klischees bedient. Als Beispiele nannte er die scheinbar freundlichen Außerirdischen, die ein düsteres Geheimnis verbergen, oder den Jungen, der kurz vor der Entführung noch einen Streit mit seinem Vater hatte.
James Whitbrook führte Die Sorge der Aldeaner 2017 auf gizmodo.com in einer Liste der 15 sonderbarsten Folgen von Raumschiff Enterprise – Das nächste Jahrhundert auf Platz 11.